# Andris Ameriks

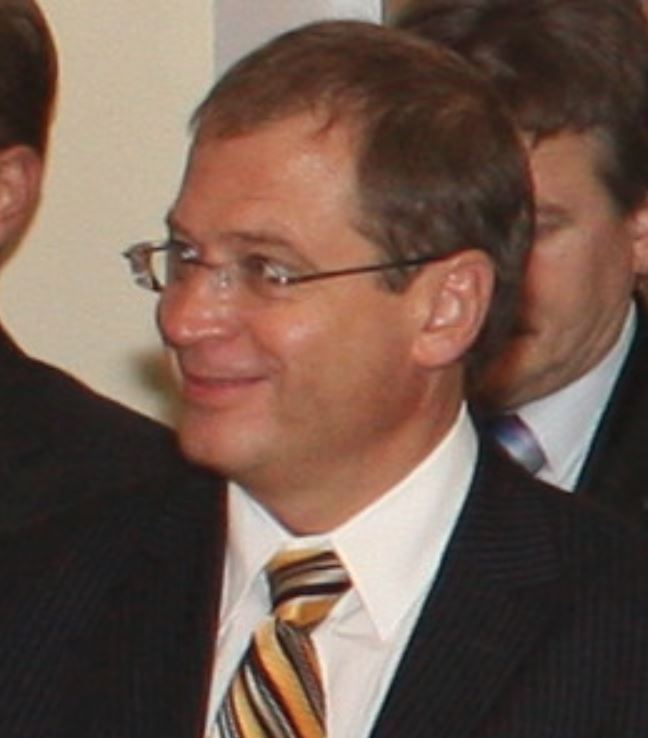
Andris Ameriks

Andris Ameriks (* 5. März 1961 in Riga) ist ein lettischer Politiker (Sociāldemokrātiskā partija „Saskaņa“).

## Leben
Andris Ameriks studierte Ingenieurwesen an der Technischen Universitär Riga mit Abschluss 1984. Zusätzlich schloss er ein wirtschaftswissenschaftliches Studium an der Universität Lettlands 1987 ab. Ameriks gehörte als Abgeordneter der 5. und 6. Saeima an. Im März 2001 wurde er Abgeordneter im Stadtrat von Riga und war dort ab 2010 stellvertretender Bürgermeister. Nach Korruptionsvorwürfen trat er am 17. Dezember 2018 zurück. Bei der Europawahl 2019 erhielt Ameriks ein Mandat im Europaparlament. Dort gehört er der Fraktion der Progressiven Allianz der Sozialdemokraten im Europäischen Parlament an. Er vertritt seine Fraktion im Ausschuss für Verkehr und Tourismus, im Petitionsausschuss und in der Delegation für parlamentarische Kooperation EU-Kasachstan, EU-Kirgisistan, EU-Usbekistan und EU-Tadschikistan sowie für die Beziehungen zu Turkmenistan und der Mongolei.